# ブルッヘ駅
ブルッヘ駅（仏：Gare de Bruges 蘭：Station Brugge）はベルギーフランデレン地域ウェスト＝フランデレン州ブルッヘにあるベルギー国鉄50A号線、51号線、66号線の鉄道駅である。当駅はブルージュの本駅で各線の要所でもある。1863年から1959年まで58号線がオースト＝フランデレン州エーレコーまで結んでいた。

## 駅構造
5面10線の地上駅。

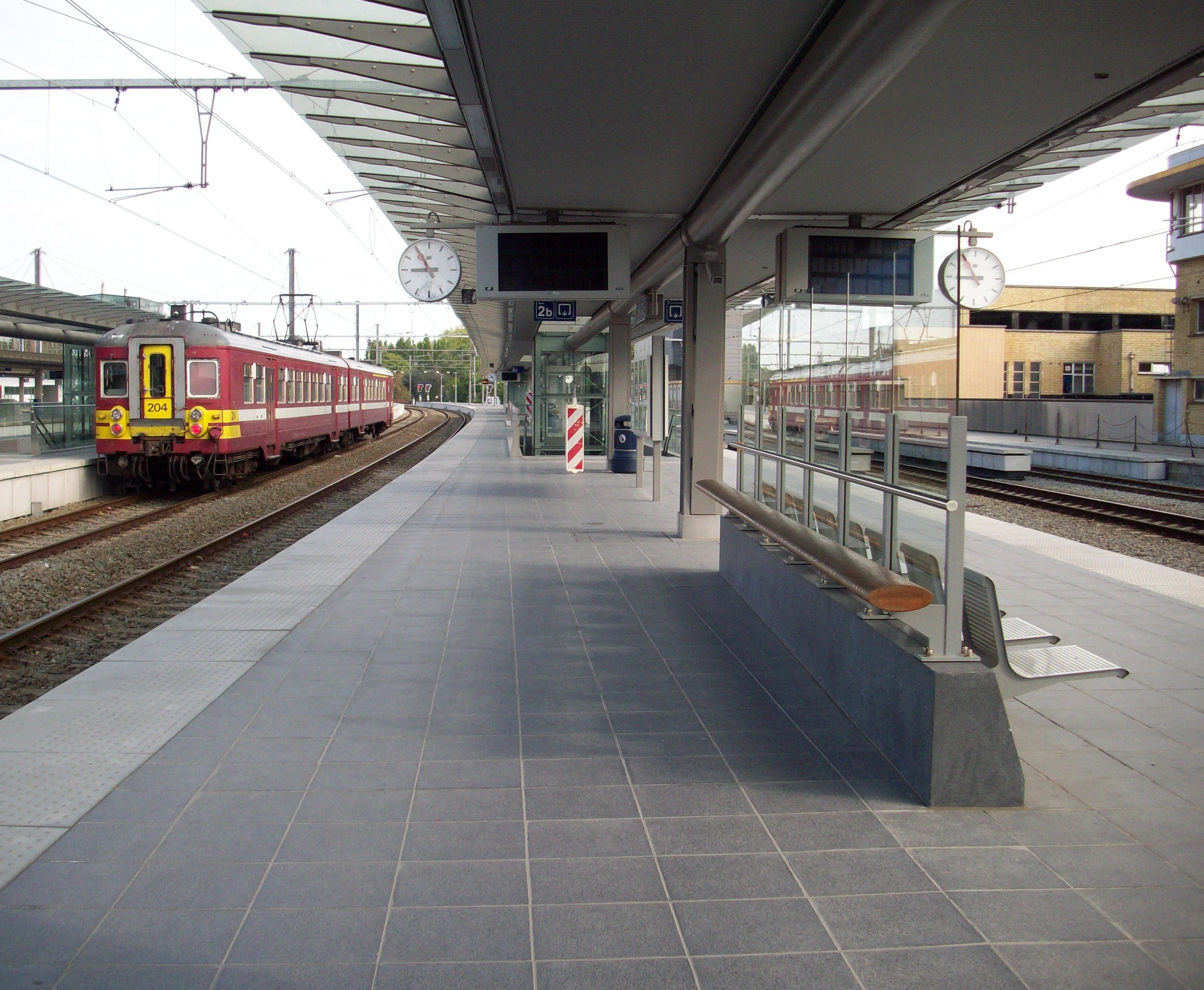
ホーム（2010年5月20日）

## 沿革

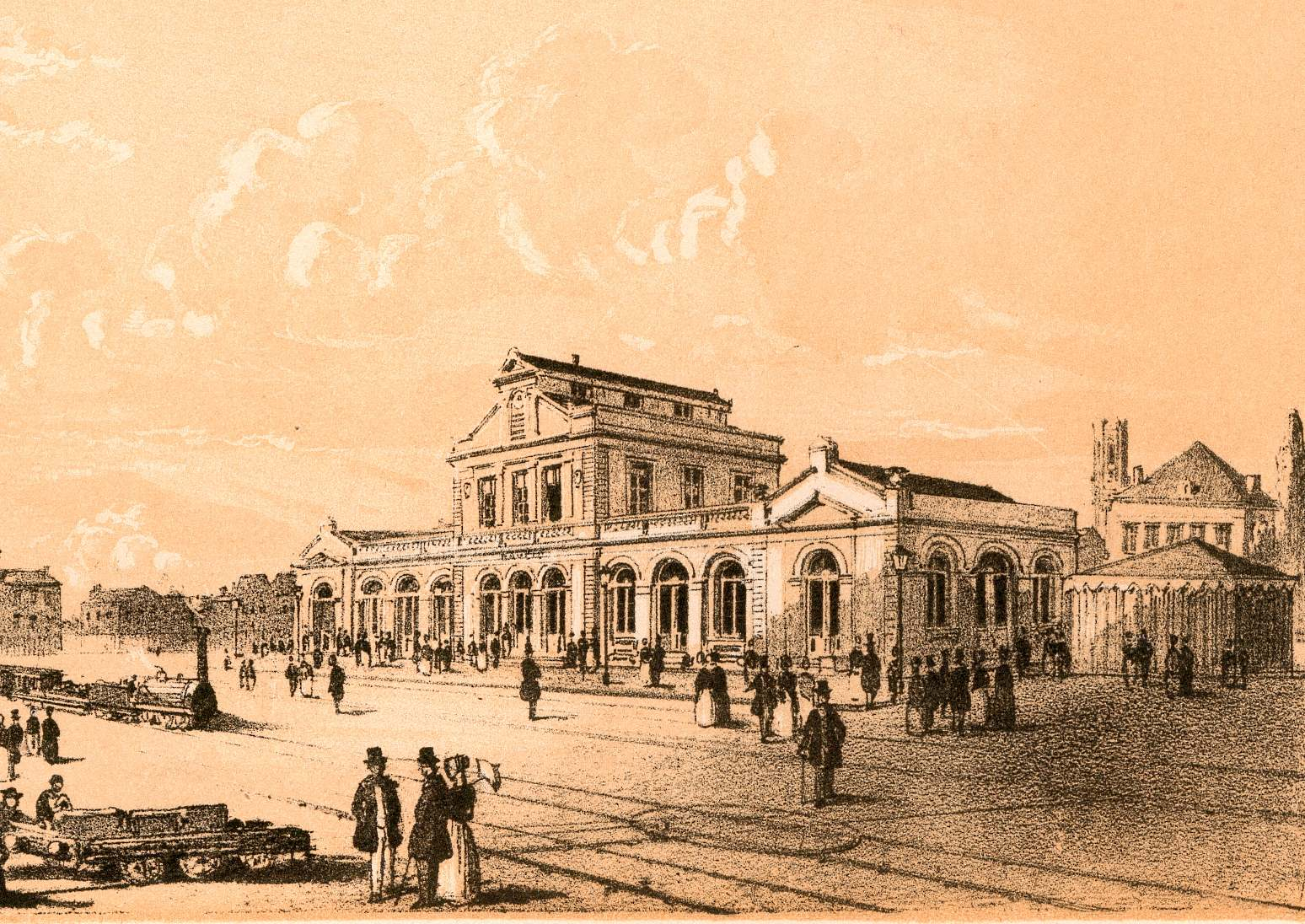
初代駅舎

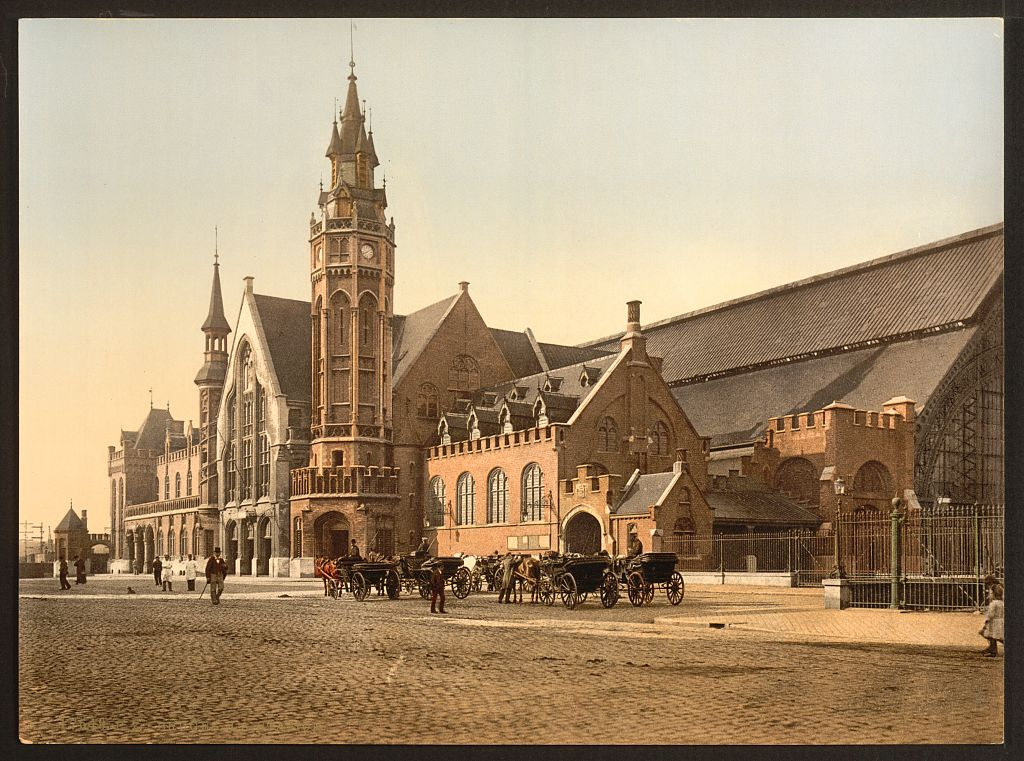
2代目駅舎

1838年8月12日にヘント-ブルッヘ線の開通によって駅も開業した。ベルギー初代国王であるレオポルド1世と王妃ルイーズ＝マリー・ドルレアン出席の元式典が行われた。
駅舎は最初仮設の物が使われていたが、1844年に建設の準備が整った。ブリュッセル南駅を設計したベルギー政府の設計者アウグスト・ペイエンによってクラシックなスタイルの駅舎であった。しかし、新路線の開業や列車本数の増加などによって十数年後にはもはや小さな駅舎では需要に応えられなくなり、1879年に駅舎は壊されてしまった。今日でも記念碑が残っている。
ブルッヘ市では1886年に拡張した大きな駅舎に建て替えた。2代目の駅舎はアントウェルペンの建築家ジョセフによってその時、別の様式が流行っていたがネオゴシック様式によって建築された。線路上をガラスと鉄によって作られた屋根に覆われている。鉄道によって、ブルッヘの西側"Boeverie"通りと"blacksmith"通りは孤立していた。中心部には踏切があるが、長い時間閉まったりして、うるさかった。そのため、1899年に新しい線路と新駅が計画された。  
工事は1910年に開始されたが、第一次世界大戦となり中断される。1935年に再び開始され、1936年新しい軌道を最初の列車が走行した。3年後、新駅舎も完成する。これは"Jos Van Kriekinge"と"Maurice Van Kriekinge"が設計したものでコンペで優勝している。1939年4月に正式に開業し3世代目のこの駅舎が現ブルッヘ駅舎である。
現在はエスカレーターやエレベーターの設置など設備面での改良工事が進められている。

## 隣の駅
ベルギー国鉄
50A号線
オーストカンプ駅 - ブルッヘ駅 - ファルエナーレ駅
51号線
ブルッヘ駅 - ブルッヘ＝シント＝ピーテルズ駅
66号線
ブルッヘ駅 - シント＝ミッシェルズ駅